# Bytomiec
Bytomiec – wieś w Polsce, położona w województwie lubuskim, w powiecie krośnieńskim, w gminie Maszewo.
W latach 1975–1998 miejscowość położona była w województwie zielonogórskim.